# Zyzzyx Road
Zyzzyx Road, também chamado Zyzzyx Rd. (bra: Estrada da Morte), é um filme independente de suspense estadunidense de 2006 escrito, produzido e dirigido por John Penney. É protagonizado por Katherine Heigl, Leo Grillo e Tom Sizemore.
O filme ganhou notoriedade com a venda de ingressos de apenas US$ 30 em sua temporada de abertura, devido ao seu lançamento intencionalmente limitado em um único cinema, tornando-o possivelmente o filme de menor bilheteria dos Estados Unidos de todos os tempos.

## Sinopse
Em um quarto de motel, um casal é flagrado pelo namorado da garota. Os dois começam a brigar e o amante acaba matando o namorado. Perdidos com a situação e sem saber o que fazer com o corpo, eles decidem enterrá-lo em uma estrada deserta. A tensão cresce conforme o tempo passa em meio a decisão do rumo em que eles terão de tomar na vida.[carece de fontes?]

## Elenco
- Leo Grillo como Grant, que começa um caso com Marissa
- Katherine Heigl como Marissa, amante de Grant e ex-namorada de Joey. John Penney apostou no crescente sucesso de Heigl em Grey's Anatomy para impulsionar as vendas. O papel foi inicialmente oferecido a Thora Birch, mas ela recusou.[2]
- Tom Sizemore como Joey, o ex-namorado ciumento de Marissa. Grillo "foi atraído por suas habilidades de atuação, e o passado de Sizemore realmente o tornou mais convincente como um vilão durão". Vários atores, incluindo Jason Lee, recusaram o papel antes de Sizemore ser escalado.[2]
- Yorlin Madera como o motorista de caminhão Bob
- Nancy Linari (voz) como Brenda

## Produção
A fotografia principal foi no verão de 2005 e durou 18 dias, mais dois dias adicionais para cenas de retirada. O filme foi rodado inteiramente em locações no deserto de Mojave, dentro e ao lado das minas locais. Sizemore e seu amigo de longa data Peter Walton, que trabalhava como assistente de Sizemore, foram presos durante a produção do filme por repetidas reprovações em testes de drogas enquanto estavam em liberdade condicional. Sizemore foi autorizado a retomar as filmagens de suas cenas.

## Lançamento e bilheteria
Zyzzyx Road foi exibido uma vez por dia, ao meio-dia, durante seis dias (25 de fevereiro - 2 de março de 2006) no Highland Park Village Theatre em Dallas, Texas, um cinema alugado pelos produtores por US$ 1 000. O lançamento limitado foi deliberado: Grillo não estava interessado em lançar o filme no mercado interno até que ele fosse distribuído no exterior, mas o filme precisava cumprir a obrigação de lançamento nos Estados Unidos exigida pelo Screen Actors Guild para filmes de baixo orçamento (aqueles com orçamentos inferiores a US$ 2,5 milhões que não são para lançamento diretamente em vídeo).
A estratégia teve o efeito colateral de torná-lo, na época, o filme de menor bilheteria da história; arrecadou apenas US$30 na bilheteria, de seis clientes. Extra-oficialmente, seu fim de semana de estreia arrecadou US$ 20, com a diferença de US$ 10 devido a Grillo ter reembolsado pessoalmente dois ingressos comprados por Sheila Moore, a maquiadora do filme, que viu o filme com um amigo.
O filme de mesmo nome Zzyzx também foi (erroneamente) citado como o de menor bilheteria de todos os tempos, devido aos títulos semelhantes dos dois filmes e lançamento no mesmo mês.

## Mídia doméstica
Zyzzyx Road foi lançado em DVD em 23 países, incluindo Bulgária, Indonésia e Portugal. No final de 2006, havia ganhado cerca de US$ 368 000. No verão de 2012, seis anos após seu lançamento original, GoDigital lançou o filme internamente em formato digital por causa de seu melhor desempenho internacional. Foi lançado em DVD na América do Norte em setembro de 2010.